# Quarto potere (sociologia)
La locuzione quarto potere si riferisce, in sociologia, alla funzione dei mezzi di comunicazione di massa come strumenti della vita democratica, che notoriamente si basa su tre poteri: legislativo, esecutivo e giudiziario.
I mezzi di comunicazione di massa, infatti, informano la collettività sui comportamenti del governo, del parlamento e, in generale, sugli atti dei rappresentanti del popolo eletti nelle istituzioni, ossia mettono al corrente il popolo di come operano gli altri tre poteri della democrazia.

## Storia
L'espressione è nata in Inghilterra: nel 1787, durante una seduta della Camera dei Comuni del Parlamento inglese, il deputato Edmund Burke esclamò rivolgendosi ai cronisti parlamentari seduti nella tribuna riservata alla stampa: "Voi siete il quarto potere!"
Nel XX secolo, l'enorme diffusione della televisione, che è diventata la principale fonte di informazione per i cittadini dei paesi democratici, ha fatto sì che essa soppiantasse la stampa come principale medium attraverso il quale si forma la pubblica opinione. Inoltre, nello stesso periodo hanno preso piede interpretazioni negative del ruolo dei mass media nella società.

## Descrizione
In uno Stato democratico, i mezzi d'informazione garantiscono la pubblicità della vita politica: «In un paese libero, ogni uomo pensa di avere interesse a tutte le questioni pubbliche, di avere il diritto di formarsi e manifestare un'opinione su di esse». L'Inghilterra del XVIII secolo fu il primo Paese in cui apparve chiaro il ruolo della stampa come strumento essenziale per la formazione dell'opinione pubblica. Secondo l'interpretazione di Burke del suo ruolo, la stampa esercita la sua importante funzione se rimane nettamente separata dagli altri tre poteri costitutivi dello Stato.
I rischi principali per la democrazia in seguito ad un uso improprio di questo potere, sono costituiti dal controllo politico dei mezzi di informazione e dall'accentramento di essi nelle mani di un ristretto gruppo di persone (solitamente grandi aziende). 
In questi due casi infatti, considerando che coloro che controllano i media tendono in genere a filtrare le informazioni che sono in contrasto con i propri interessi, si avrebbe una mancanza di pluralismo, e si ostacolerebbe quindi la possibilità dei cittadini-elettori di formarsi delle opinioni informate e di attuare delle scelte informate.
I teorici della «Scuola di Francoforte», così come alcuni intellettuali contemporanei (si vedano, ad esempio, Edward S. Herman e Noam Chomsky e il loro Modello di propaganda), hanno parlato dei mass media come di una fabbrica di consenso.
Secondo la visione il sociologo della comunicazione Manuel Castells, i media non sono un ulteriore potere, ma "il terreno della lotta per il potere".

## Nel mondo

### Italia
Rispetto alla tesi di un loro ruolo "stabilizzante" - per cui gli organi di informazione sono lo strumento attraverso il quale chi detiene il potere politico tiene sottomessi i popoli, attraverso strategie di manipolazione delle notizie - vi è stata, nei momenti di crisi, la lettura opposta del ruolo della stampa: durante la vicenda di Mani pulite, si è sostenuto che "i giornali e i giornalisti presero su di sé, consapevolmente e baldanzosamente, una responsabilità diretta e macroscopica. Guidando la cacciata dei partiti dal potere politico, spianando la strada alla magistratura, e costruendo le basi materiali e teoriche per il giustizialismo", essi avrebbero creato e sostenuto "quella ideologia robusta che – dall’inizio degli anni novanta – diventò (ed è ancora) l’ideologia nazionale".